# Alfred von Besser
Pour les articles homonymes, voir Besser.
Friedrich Wilhelm Nikolaus Alfred von Better, né le 9 mars 1854 à Potsdam et mort le 16 mai 1919 à Berlin, est un lieutenant général prussien.

## Biographie

### Origine
Il est le fils du colonel prussien Eduard Theodor Rudolf von Besser (1811-1885) et de sa femme, née von Dreyse. Son grand-père est le général de division prussien Adolf Friedrich von Besser (de) (1777–1836).

### Carrière militaire
Pendant la guerre contre la France, Besser s'engage le 1er août 1870 comme cadet dans le bataillon de tirailleurs de la Garde (de) de l'armée prussienne. Avec le bataillon, il participe au siège de Paris et à la prise du Bourget. Ses performances sont reconnues par l'attribution de la croix de fer de 2e classe et le 5 janvier 1871, il est promu au grade de sous-lieutenant. Du 1er octobre 1876 au 21 juillet 1879, Besser passe par l'Académie de guerre, est nommé premier lieutenant l'année suivante et est à plusieurs reprises en 1881/82 sous les ordres du prince Georges de Prusse. Le 1er septembre 1886, il est promu capitaine et commandant de compagnie, jusqu'à ce qu'il soit finalement muté le 14 septembre 1893 comme adjudant à la 4e division d'infanterie à Bromberg, où il est promu major le 27 janvier 1894. En tant que tel, il est transféré le 15 février 1896 au 3e régiment à pied de la Garde, où Besser reçoit le commandement du 4e bataillon. Du 7 novembre 1896 au 14 juin 1898, il commande le Ier bataillon. Besser est ensuite nommé commandant du bataillon de chasseurs à pied de la Garde (de) et, à ce poste, est promu lieutenant-colonel le 18 août 1900. Le 28 octobre 1902, il est chargé de commander le 115e régiment d'infanterie (de). Avec la promotion au grade de colonel, Besser est nommé commandant du régiment à Darmstadt. À partir du 22 mars 1907, il dirige la 42e brigade d'infanterie à Francfort-sur-le-Main, jusqu'à ce que Besser devienne commandant de cette grande unité avec sa promotion au grade de Generalmajor le 14 avril 1907. Le 22 mars 1910, il est mis à la retraite avec le titre de lieutenant-général.
Réintégré au début de la Première Guerre mondiale comme officier, Besser reçoit le brevet de son grade et est nommé le 11 novembre 1914 commandant de la 47e division de réserve. Dans un premier temps, il se trouve encore avec sa grande unité dans des combats entre la Meuse et la Moselle. À partir du 20 novembre 1914, la division se déplace vers Cracovie et participe à partir du 5 décembre aux combats autour de Limanowa-Lapanov. S'ensuivent des combats de position sur le bas Dunajek. Pour les succès de sa division à la bataille de Gorlice-Tarnow, Besser reçoit l'ordre de l'Aigle rouge de 2e classe avec feuilles de chêne et épées. Les combats se poursuivent ensuite sur le front de l'Est jusqu'à ce que Besser abandonne la division en avril 1917 et prenne le commandement de la 3e division de Landwehr. Il la dirige au-delà du cessez-le-feu et de l'armistice sur le front de l'Est et participe à l'occupation de l'Ukraine. Le 23 septembre 1918, Better devient commandant de la 205e division d'infanterie, avec laquelle il participe à l'occupation de la Livonie et de l'Estonie. Après l'armistice de Compiègne et l'évacuation des territoires, Besser est relevé de son commandement le 18 décembre 1918 et mis à la retraite.
Besser est chevalier de l'Ordre de Saint-Jean.

## Distinctions
- Commandeur de l'ordre d'Orange-Nassau